# Lopidea confluenta
Lopidea confluenta är en insektsart som först beskrevs av Thomas Say 1832.  Lopidea confluenta ingår i släktet Lopidea och familjen ängsskinnbaggar. Inga underarter finns listade i Catalogue of Life.